# مشغره
مشغره (به عربی: مشغرة) یک منطقهٔ مسکونی در لبنان است که در شهرستان بقاع غربی واقع شده‌است.
 مشغره  ۶٬۸۰۰ نفر جمعیت دارد.